# Le Mée, Eure-et-Loir

Le Mée este o comună în departamentul Eure-et-Loir, Franța. În 1 ianuarie 2018 avea o populație de 264 de locuitori.